# Alice Legh

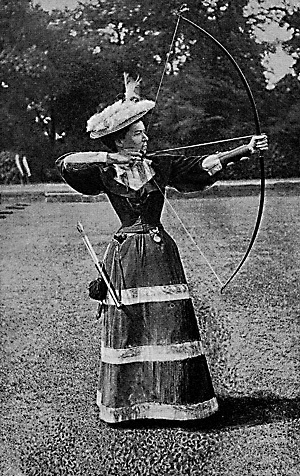
Alice Legh (ca. 1894)

Alice Blanche Legh (* 1855; † 3. Januar 1948) war eine britische Bogenschützin. Sie wird von sportgeschichtlichen Werken mitunter als die herausragendste britische Bogenschützin aller Zeiten oder ohne Einschränkung auf ein Geschlecht als die Person bezeichnet, die in Großbritannien diese Sportart wie keine andere dominierte.

## Sportliche Erfolge
Bogenschießen war bis weit in das 19. Jahrhundert eine der wenigen Sportarten, der britische Frauen nachgehen konnten, ohne gegen gesellschaftliche Konventionen zu verstoßen. Die Kleidung entsprach den Vorstellungen von Schicklichkeit, und er war auch nicht mit einer übermäßigen körperlichen Anstrengung verbunden, denen Frauen sich nach Auffassung viktorianischer Mediziner nicht aussetzen sollten. Es gab entsprechend eine sehr große Zahl an Sportlerinnen, die die Zahl der Männer, die in Großbritannien diesen Sport ausübten, bei weitem überstieg. Da die notwendige Ausrüstung um 1870 herum zwischen 2 und 5 britische Pfund kostete, war der Sport allerdings auf Frauen begrenzt, die mindestens der wohlhabenden Mittelschicht entstammten. Innerhalb dieses Umfelds gewann Alice Legh von 1881 bis 1922 die nationale britische Frauenmeisterschaft 23 mal.
Legh lehnte es ab, an den noch vergleichsweise jungen Olympischen Sommerspielen von 1908, die in London stattfanden, teilzunehmen. Britinnen dominierten zwar den Sport derart, dass an der olympischen National Round ausschließlich Sportlerinnen aus dieser Nation teilnahmen. Legh zog es allerdings vor, sich auf die Verteidigung ihres nationalen Meisterschaftstitels zu konzentrieren, da dieser Wettbewerb eine Woche nach Ende des olympischen Wettkampfs stattfand. Bei diesen Meisterschaften verteidigte sie nicht nur ihren Titel gegen die Olympiasiegerin Queenie Newall, sondern besiegte diese auch mit weitem Abstand.
Legh gewann die nationale Meisterschaft der Bogenschützinnen zwischen 1902 und 1909 acht Mal. An internationalen Wettbewerben nahm sie in der Regel nicht teil. Die einzige Ausnahme scheint 1905 ihre Teilnahme an einem Wettbewerb im französischen Le Touquet gewesen zu sein.
Legh zog sich erst 1922 im Alter von 67 Jahren aus dem aktiven Sport zurück. Sie starb am 3. Januar 1948 in einem Pflegeheim in Stroud, Gloucestershire und ist in Minchinhampton begraben.

## Einzelbelege
1. 1 2  Sybil Newall Biography and Olympic Results. In: Sports-Reference.com. USA Today Sports Media Group, archiviert vom Original am 18. April 2020; abgerufen am 3. Juli 2015 (englisch).
2. ↑  Bill Mallon, Buchanan, Ian: The 1908 Olympic Games: Results for All Competitors in All Events, with Commentary. McFarland & Company, Jefferson, N.C. 2000, ISBN 0-7864-0598-8, S. 42 (englisch).
3. ↑  Goodman: How to be a Victorian. S. 338.
4. ↑  Goodman: How to be a Victorian. S. 339.
5. 1 2  Jennifer Uglow: The Northeastern Dictionary of Women's Biography, Northeastern University Press, Boston 19993, S. 319, ISBN 1-55553-421-X

| Personendaten    | Personendaten                            |
| ---------------- | ---------------------------------------- |
| NAME             | Legh, Alice                              |
| ALTERNATIVNAMEN  | Legh, Alice Blanche (vollständiger Name) |
| KURZBESCHREIBUNG | britische Bogenschützin                  |
| GEBURTSDATUM     | 1855                                     |
| STERBEDATUM      | 3. Januar 1948                           |